# 김국희
김국희(1985년 12월 1일 ~ )는 대한민국의 배우,연극배우이다.

## 공연
- 2008년 《지하철 1호선》 - 1인 다역
- 2009년 《굿모닝 학교》 - 캥거루 / 최 회장 역
- 2009년~2010년 《락시터》 - 멀티 우먼 역
- 2010년~2015년 《오! 당신이 잠든 사이》 - 이길례 역
- 2012년~2016년 《빨래》 - 주인 할매 / 희정 엄마 역
- 2014년 《러브 액츄얼리2》 - 점쟁이 역
- 2014년 《당신만이》 - 이필례 역
- 2015년 《데스트랩》 - 헬가 텐 도프 역
- 2015년 《택시 드리벌》 - 승객들 역
- 2016년 《안녕! 유에프오》 - 복희 역
- 2016년 《날 보러와요》 - 남씨부인 역
- 2017년~2021년 《레드북》 - 도로시 / 바이올렛 역
- 2017년 《은밀하게 위대하게》 - 정순임 / 란 역
- 2017년~2021년 《태일》 - 태일 외 다역
- 2017년 《원스 어폰 어 타임 인 해운대》 - 가이드 역
- 2018년 《바넘, 위대한 쇼맨》 - 조이스 히스 역
- 2018년 《베르나르다 알바》 - 하녀 / 프루덴시아 역
- 2019년 《더 헬멧》 - 헬멧 C 역
- 2019년 《구내과병원》 - 마영숙 역
- 2020년 《프리스트》 - 서유정 역
- 2020년 《광주》 - 거리 천사 역
- 2021년 《베르나르다 알바》 - 마르띠리오 역

## 출연 작품
드라마
- 《가족계획》 (2024년, 쿠팡플레이) - 오길자 역
- 《하이드》 (2024년, JTBC) - 주신화 역
- 《무빙》 (2023년, Disney+) - 홍성화 역
- 《연예인 매니저로 살아남기》 (2022년, tvN) - 유은수 역
- 《글리치》 (2022년, Netflix) - 구혜연 역
- 《트레이서》 (2022년, MBC) - 노선주 역
- 《지리산》 (2021년, tvN) - 윤수진 역
- 《스위트홈》 (2020년, Netflix) - 혜인 역
- 《브람스를 좋아하세요?》 (2020년, SBS) - 양지원의 어머니 역
- 《슬기로운 의사생활》 (2020년, tvN) - 갈바람 역
- 《회사 가기 싫어》 (2019년, KBS2) - 양선영 역
- 《회사 가기 싫어》 (2018년, KBS2) - 노지원 역

영화
- 《원라인》 (2017년) - 주희 역
- 《소공녀》 (2018년) - 정현정 역
- 《유열의 음악앨범》 (2019년) - 은자 역
- 《베르나르다 알바》 (2021년) - 마르띠리오 역
- 《초록밤》 (2022년) - 은혜 역
- 《나를 죽여줘》 (2022년) - 하영 역
- 《잠》 (2023년) - 박민정 역
- 《문워크》 (2025년) - 건석의 아내 역
- 《검은 수녀들》 (2025년) - 효원 역

## 수상 내역
- 2019 제3회 한국 뮤지컬 어워즈 여우조연상
- 2018 제7회 예그린뮤지컬어워드 여우조연상